# Elisa Longo Borghini
Elisa Longo Borghini, född den 10 december 1991 i Verbano Cusio Ossola, är en italiensk tävlingscyklist.
Hon tog OS-brons i linjelopp i samband med de olympiska tävlingarna i cykelsport 2016 i Rio de Janeiro. Vid olympiska sommarspelen 2020 i Tokyo tog Longo Borghini återigen brons i linjeloppet.